# Berezneve, Korosten
Berezneve (în ucraineană Березневе) este un sat în comuna Ușomîr din raionul Korosten, regiunea Jîtomîr, Ucraina.

## Demografie
Componența lingvistică a localității Berezneve
     Ucraineană (99,56%)
     Alte limbi (0,44%)
Conform recensământului din 2001, majoritatea populației localității Berezneve era vorbitoare de ucraineană (99,56%), existând în minoritate și vorbitori de alte limbi.